# Antoine de Pitteurs-Hiegaerts
Antoine Joseph Théodore de Pitteurs-Hiegaerts, né à Saint-Trond le 4 décembre 1795 et mort à Saint-Trond le 17 novembre 1874, est un homme politique belge.

## Biographie
Antoine de Pitteurs-Hiegaerts est le fils de Jean Théodore de Pitteurs-Hiegaerts, bourgmestre de Saint-Trond, conseiller général du département de la Meuse, et de Christine Colen van Kiseckom. Marié à sa cousine Laure de Pitteurs (sœur d'Henri de Pitteurs), il est le père d'Henri de Pitteurs-Hiegaerts.

## Fonctions et mandats
- Conseiller communal de Saint-Trond : 1824-1845
- Membre des États provinciaux de Limbourg
- Président du conseil provincial de Limbourg : 1839-1848
- Membre du Sénat belge : 1848-1863
- Président du comice agricole de Saint-Trond : 1851-1874
- Vice-président du Conseil suprême de l'agriculture : 1851-1853, 1867-1874
- Président de la Commission agricole provinciale du Limbourg : 1860-1874
- Vice-président de la société centrale d'agriculture de Belgique

## Sources
- René GOFFIN, 'Les Pitteurs', in Annales du Cercle archéologique d'Enghien 13, 1962-1963, 5-44.
- Oscar COOMANS DE BRACHÈNE, État présent de la noblesse belge, Annuaire 1996, Brussel, 1996.
- Jean-Luc DE PAEPE en Christiane RAINDORF-GERARD, Le Parlement belge, 1831-1894. Données biographiques, Brussel, Académie royale des sciences, des lettres et des beaux-arts de Belgique, 1996.

- Ressource relative à plusieurs domaines :   - ODIS
- Notice dans un dictionnaire ou une encyclopédie généraliste :   - Biografisch Portaal van Nederland